# Mycenaceae
Mycenaceae Overeem, 1926 è una famiglia di fungi basidiomiceti dell'ordine Agricales separata dalla famiglia Tricholomataceae in seguito a delle analisi filigenetiche.

## Generi diMycenaceae

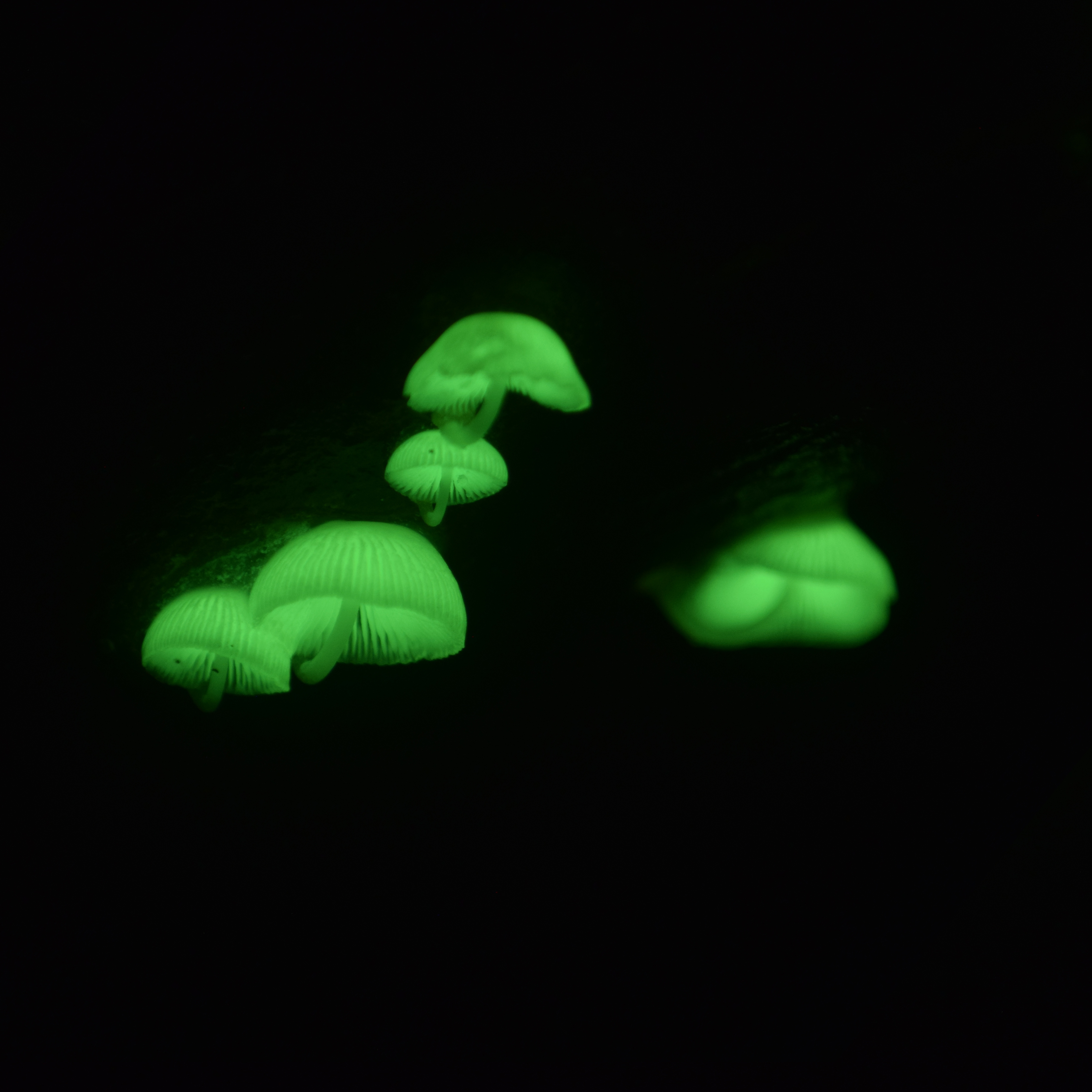
fungo luminescente

Il suo genere tipo è Mycena
- Favolaschia
- Decapitatus
- Flabellimycena
- Hemimycena
- Mycena
- Panellus
- †Protomycena
- Resinomycena
- Roridomyces
- Scytinotus
- Tectella
- Xeromphalina

## Bioluminescenza
La bioluminescenza è un fenomeno che coinvolge solo alcune decine di specie di funghi tra cui alcune specie del genere Mycena. Questi funghi sfruttano un meccanismo biochimico per produrre una luce visibile, essi agiscono come saprotrofi, crescendo su vecchi tronchi marcescenti o manufatti di legno degradati.